# 星群

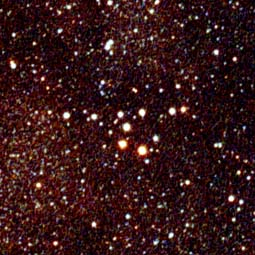
布洛契星團，也稱為衣架星群：這是在狐狸座內一個顯眼的星群，用雙筒望遠鏡很容易看見。

星群是天文學中出現在地球的星空中一種非正式星座型態的恆星集團。像星座一樣，它們基本上是由一些在相同方向上的恆星組成，但沒有物理上的實質關聯性，經常在與地球的距離上有著顯著的不同。一個星群可以由同一個星座的恆星組成，也可以是來自多個不同星座的恆星。它們主要由簡單的形狀或少數的恆星構成，使它們的樣式很容易辨認，因此對正在學習辨認星座與在觀看夜空的初學者特別有用。

## 背景
即使在文明萌芽之際，也很容易將各種不同的恆星以點與點結合或棍型的形式連結在一起。基本上星座的編組是任意的，而且不同的文化會創造出不同的星座，但是一些明顯的形狀則傾向於雷同的造型，像是獵戶座和天蝎座。歷史上，沒有正式的文件，顯示星座和星群之間有什麼明確的區別。任何人都可以安排和命名恆星的組合，也許是或也許不是通常被承認的組合。很多文化的星座都可以追溯至蘇美人創造的星座。
目前的全天88個星座是依據古希臘-羅馬的天文學家：亞歷山卓的克勞流斯·托勒密（c 85–c 165）擴充的。他列出的48個星座不僅被接受，並且在長達1,800年間都被作為標準。當星座被認為僅是由恆星組成的構圖時，總是可能流傳下來的，不在圖形中的恆星可以在新的群組中擔任主角或重新擠壓創造成為星座。有兩位天文學家約翰·拜耳（1572-1625）和尼可拉·路易·拉卡伊（1713-1762）就曾經試圖擴充托勒密的星表。拜耳以托勒密時期就曾經建議過的增列了12個星座圖繪：拉卡伊則在古代未曾觀測過的天南極附近創建了一些的新星座。他們提出的許多星座都被接受與流傳下來。剩餘下來的星群許多都是過時的，而且闡明哪些是星是屬於哪一個星座是必要的。最終的規則在1930年確定：國際天文聯合會（IAU）將全天空劃分為88個星座，並且給予明確的界限，其他的群組則都是星群。
需要記住的重點—
- 季節的標示以北半球為準。在南半球，季節是相反的。
- 星等級的數字越小，星星越亮。因此1等星比2等星亮。最明亮的星是1等星，但少數更明亮的星，畢竟數量有限，也有可能是負數的值。
- 真實的星團（見下文）是彼此有重力關聯的恆星，不是星群。

## 季節的大星群
由於偶然的巧合，在四季都有巨大的星群於子夜出現在頭頂的附近。他們是由明亮的恆星組成，並且呈現出簡單的幾何學形狀。
- 春天的標示是室女的鑽石，由大角星（牧夫座α）、角宿一（室女座α）、五帝座一（獅子座β）和常陳一（獵犬座α）四顆星組成。將大角和五帝座一以東西向的線段連接，可以和北邊的常陳一組成一個等邊三角形成為北天的春季大三角，另一個三角形則是與南邊的角宿一組成；結合這兩個三角形就構成鑽石的形狀[2]。這個鑽石从北緯38°伸展到南緯11°，因為非常巨大而不能一眼就全部看見。形式上，這個恆星的鑽石跨越了牧夫座、室女座、獅子座和獵犬座這四個星座>。
- 夏季大三角是天津四（天鵝座α）、牛郎（天鷹座α）和織女（天琴座α），這三顆都是非常容易辨識的1等星。這個三角形標示出銀河所在的銀河赤道帶，和銀河的中心方向。
- 秋季四邊形是由飛馬座構成的巨大正方形，由室宿一（飛馬座α）、室宿二（飛馬座β）、壁宿一（飛馬座γ）和壁宿二（仙女座α）四顆星組成，代表著飛馬的身體。在秋天的夜晚可以瞥見完整的星座。
- 在冬天的夜晚，可以看見全由全天空三分之一的1等星（21顆中的7顆）組成的冬季大橢圓 ，它們是天狼星（大犬座α）、南河三（小犬座α）、北河二（雙子座α）、北河三（雙子座β）、五車二（御夫座α）、畢宿五（金牛座α）、參宿七（獵戶座β）和偏離中心的參宿四（獵戶座α）。由於有些扁平，所以稱為橢圓比圓形更為恰當。也有些人喜歡稱之為冬天六角形。而由大犬座的天狼星、小犬座的南河三及獵戶座的參宿四所形成的三角形被稱為冬季大三角。這三顆星所形成的正三角形位於天球的赤道上，所以世界各地都可以看見。

## 其他的例子
使用照片和有連接線的星圖。
毫無疑問的，最著名的星群是大北斗或犁。它是由大熊座的7顆亮星組成的，代表的是熊的後腿和被誇大的尾巴。北斗七星經常都是初學著在北半球的天空中認識的第一個星群。小熊座則除了長尾巴之外，其他的部份幾乎根本不會出現，但它的假名：小北斗卻廣為人知。

### 星座的別名
小熊座不是唯一不容易看出所代表物體形狀的星座，非常少數的，有些星座因而獲得了綽號。這些綽號是另一種類型的星群，審視在這些星座圖上顯示的短棒圖中的星座名稱，通常可以很容易的解釋這些星群的起源。
- 最著名的就是天鵝座的北十字。從上端天鵝尾部的天津四（天鵝座α）開始抵達嘴喙的輦道增七（天鵝座β），橫向則從一側的翅膀天津九（天鵝座ε）至另一側的翅膀天津二（天鵝座δ）。
- 巨鉤是波里尼西亞人給天蝎座的傳統名稱。這個圖型是很明顯的，如果在星座圖上從心宿二（天蝎座α）連線經過房宿四（天蝎座β）和房宿一（天蝎座π）取代從房宿四經過房宿三（天蝎座δ）至房宿四的連線就可以形成一個巨大的大寫的J。
- 在武仙座主要造型圖的左右兩側邊界各增加一條垂直線可以構成完整的蝴蝶圖形。
- 雖然這不是古老的概念，但牧夫座可以看成一個冰淇淋，但是他更著名的是風箏的形狀。
- 仙后座的恆星構成W的字型，使他得到W星座的綽號。
- 在澳大利亞，蝘蜓座被稱為煎鍋，以協助發現南邊的恆星。

### 局部的星群
一個星群也許只是傳統上提到的星座完整圖形的一部分，像這樣的例子有：
- 獵戶腰帶；
- 在寶瓶座的水缸；
- 武仙座的棒子.

還有許多其他的不勝枚舉。。

### 非局部的星群
其他星群的星也是由單一星座組成，但不是傳統的造型圖。  
- 武仙座中心的四顆恆星：天紀三（武仙座ε）、天紀二（武仙座ζ）、天紀增一（武仙座η）和女床一（武仙座π）構成著名的拱頂石。
- 在獅子座的頭部，從軒轅七（獅子座ε）止於軒轅十四（獅子座α）的恆星構成的曲線，很像鏡像中的問號，長期以來都被稱為鐮刀。
- 射手的弓和箭也是著名的茶壺（甚至在擔當壺口的附近還有一點類似水蒸氣的朦朧氣體）。
- 狗國是在人馬座的前腿部分由四顆黯淡的小星狗國一、狗國四、狗國二和狗國三（ω、59、60、62）組成的四邊形。
- 另外船底座的四顆恆星南船五、海石五、南船三、南船四（β、υ、θ、ω）構成形狀完美的鑽石（鑽石十字）。
- 小平底鍋可以是：
  - 獵戶座的腰帶和短劍，手柄以伐三（獵戶座ι）做結束，外緣遠達參宿增三（獵戶座η）。
  - 在澳洲，是孔雀座的一部分。
- 天樞和天璇（大熊座α和β），這兩顆星是大勺子的結尾，通常稱之為指極星：由天璇向天樞的方向連線並延伸五倍可以找到北極星（小熊座α）。
- 南門二（半人馬座α）和馬腹一（半人馬座β）是南極的指極星，可以指出南十字的位置，幫助區分出南十字座和偽十字。

### 跨越邊界的集團
如同季節性的星群，也有一些其他的星群由超過一個星座以上的恆星組成。。
- 另一個星群，如同室女的鑽石，也是由一對等邊三角形組成。天狼星（大犬座α）、南河三（小犬座α）和參宿四（獵戶座α）構成北邊的三角形（冬季大三角），再由天狼星、弧矢增二十二（船尾座ζ）和丈人一（天鴿座α）構成南邊的三角形。雖然不像是一顆鑽石，但是這兩個三角形是交錯的，不是邊對邊而是頂點對頂點，形狀像是古埃及的X。這個名稱是因其形狀而來的，並且它跨越天球赤道，在地中海南部比在歐洲更容易看見。
- 由四顆恆星組成的菱形花紋：在天龍座頭部的天棓四（天龍座γ）、天棓一（天龍座ξ）和天棓三（天龍座β）三顆星加上武仙座足部的天棓五（武仙座ι）。
- 偽十字是由天社三（船帆座δ）和天社五（船帆座κ）還有海石一（船底座ε）和海石二（船帆座ι）。雖然這些星不如南十字座的明亮，但是它比南十字大且造形更佳，因此有些船隻的導航員常會弄錯。

### 望遠鏡的形式
星群除了大範圍的之外，也有小而明顯適合望遠鏡的星群。
- 雖然在相片中的影像是顛倒的，在狐狸座中的布洛契星團仍是很容易辨識的。
- 在鹿豹座的甘伯串珠像是夜空中一根多采多姿的彩色牙籤。

## 古老的星群
南船座是一個特殊的例子。在早期，他是托勒密創建的最大的一個星座，在拉卡伊重建南天的星座時，在他的Coelum Australe Stelliferum（1763）將它分為一艘船的幾個部份：船底、船尾和船帆。在1930年，國際天文聯合會也認為南船座確實太大了，因此這些老的星群正式被認可成為三個星座：船底座、船帆座和船尾座，而原本的南船座反被視為一個星群。
南天的十字架不是一個星群，而是貨真價實的一個星座：南十字座，但在拜耳的Uranometria（1603）仍是在半人馬座後腿的一個星群，它是在1930年才從半人馬座分割出來成為一個星座。
在此之前半人馬座已經被縮減過一次，豺狼座最初僅是這個星群的一部份，被當做半人馬所掌握的一隻奇特的野獸，在西元前200年左右被伊巴谷分割出來，並且在托勒密的名單中已經獨立存在了。
在原始的圖型中，獅子座的尾部有一些黯淡的星在平直的身軀後形成浪花般，生動的描述出尾巴。可能在托勒密之前，亞歷山大的卡農（Conon）在西元前243年為了紀念他的皇后將這個星群稱為"貝蕾妮珂的頭髮"，隨後第谷接受了這種說法成為后髮座，拜耳記錄了此一結果並重繪了獅子的圖形，國際天文聯合會也認可后髮座是一個星座。
古老的天秤座也曾經是個星群，直到西元前500年左右的中古時代，黃道上還只有11個星座。參考聖經（創世紀37:9）上的記載也很明確的是"黃道上有11個星座或星群"。在當時，天蝎座的爪子被延伸至氐宿增七（天秤座α1），南邊的爪子，和氐宿四（天秤座β），北方的爪子。稍後，當室女座被重新定義為阿絲特利亞（Astraea），正義女神，在托勒密時代之前爪子成為她手中拿著的天秤。天秤座成為一個與它的鄰居（天蝎座）無關聯的獨立星座，但是恆星的名稱仍然反映出他曾是"爪子"的星群，並且在老的圖型中它是室女座那一部份內的星群。
這裡提到的星群是已經被整併成為星座型態的部份，未被接受成為星座的星群，或是在星群之外過去的星座和現在被認為過時的，請參考已廢棄星座。

## 非星群
在此處有似曾相似的感覺，不屬於這個定義範圍內的天體包括銀河系、星雲和疏散星團。
銀河是出現在夜空，橫跨整個天球的一條朦朧的白色光帶，將夜空劃分為大致相等的兩個半球。許多的文化都有關於銀河是在「天堂上寬闊的白色大道」的神話，早期的伽利略望遠鏡就已經發現銀河的熒熒之光是源自於無數暗弱的小星星和其他的物質造成的。相同的，麥哲倫雲也不是星群，正確的說應該是星系。
星雲是由星系中的氣體和塵土構成的雲狀體，無論是像鵜鶘般發光的，或是像馬頭般黑暗的，都很清楚的不是星群，因為它們的組成中沒有恆星。
疏散星團是恆星的集團，它們受到彼此間的萬有引力束縛而聚集在一起，並在星系中以相同的速度向著相同的方向運動。因為這些編組不是人為造成的，而是真實的現象，所以它們也不被當成星群，其中最著名的有在金牛座的昴宿星團（M 45）、畢宿星團，還有巨蟹座的蜂巢星團（M 44）。（但畢宿星團的一部份，加上在視線相同方向上的畢宿五，形成金牛座的「V」字形的部分，被當成星群。）
有兩個例子可能是如何構成星群細則的最好範例：被埋置在內並照亮獵戶座星雲（M42）的伐二（獵戶座θ星）。以望遠鏡觀察，可以分解成構成梯型的四顆恆星，並因而稱之為梯形，即使現在發現其中有更多的恆星，這個星群仍然保留了這個名稱。然而，在那之後確定獵戶座星雲是恆星苗圃，而梯形實際上是疏散星團，因此已不再被視為星群。而另一面，在寶瓶座的M73過去被當成疏散星團，結果是由互不相關的恆星組成的，因此現在被視為一個星群。

## 註解
1. ↑  此處一般的說法是，任何一種固定天體的組合都可以稱為星群，他不需要如同星座（無論是西方或是非西方的）、星團、或星系般的嚴謹，而僅僅不過就是一些星星的組合。星群通常是"別名"，因為它們有些是將正規的星座圖形簡化，省略掉那些較暗淡的小星。

## 書目
- Allen, Richard Hinckley (1969). Star Names: Their Lore and Meaning. Dover Publications Inc. (Reprint of 1899 original). ISBN 0-486-21079-0.
- Burnham, Robert (1978). Burnham's Celestial Handbook (3 vols). Dover Publications Inc. ISBN 0-486-23567-X, ISBN 0-486-23568-8, ISBN 0-486-23673-0.
- Michanowsky, George (1979). The Once and Future Star. Barnes and Noble Books. ISBN 0-06-464027-2.
- Pasachoff, Jay M. (2000). A Field Guide to the Stars and Planets (4th ed.). Houghton Mifflin Co. ISBN 0-395-93431-1

## 外部連結
- List of Asterisms （页面存档备份，存于）
- Discussion of Asterisms （页面存档备份，存于）
- List of Asterisms （页面存档备份，存于）
- List of Asterisms
- List of Asterisms
- List of Asterisms （页面存档备份，存于）
- Discussion of Asterisms[永久]